# Мул (монета)

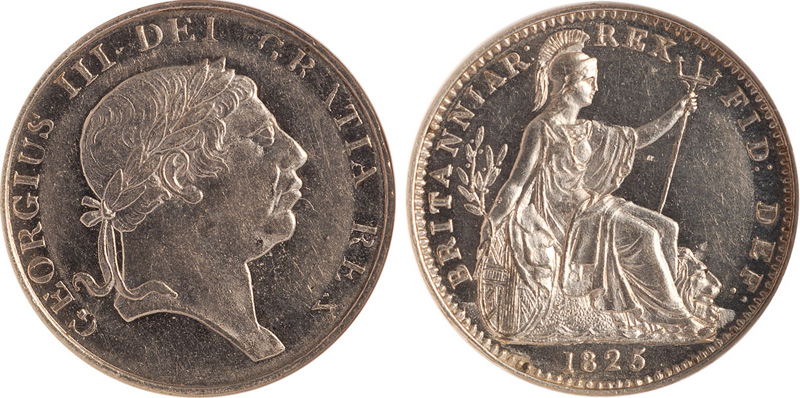
Мул, изготовленный в рамках эксперимента по использованию платины в монетной чеканке. Для аверса был использован штемпель токена 9 пенсов Банка Англии 1812 года, для реверса — штемпель фартинга 1825 года

Мул, гибридная монета (англ. mule — «гибрид») — нумизматический термин, означающий монету либо банкноту, отчеканенную штемпелями  от разных монет. Такие монеты появляются либо в результате ошибки на монетном дворе, либо они изготавливаются специально.
Термин «мул» пришёл в российскую нумизматику из англоязычных стран и буквально означает гибридное животное мул, поскольку такие монеты, по сути, являются «гибридом» двух различных монет.
Самые ранние мулы встречаются среди древнеримских и древнегреческих монет. Существует несколько версий появления в то время «неправильных» монет: по одной из них, эти монеты появились по ошибке, по другой — эти монеты, возможно, отчеканены ворованными с официального монетного двора штемпелями.
Наиболее редки мулы, отчеканенные на британском королевском монетном дворе: такие монеты появлялись в результате различных экспериментов, а также испытаний оборудования. Такие пробники, которые, как правило, были изготовлены из другого металла, чеканили разными штемпелями для предотвращения попадания этих монет в обращение.
В российской нумизматике по отношению к монетам, отчеканенным штемпелями от разных монет и являющихся по сути «мулами», применяется неофициальный термин «перепутка». Больше всего таких монет было отчеканено по ошибке в СССР; наиболее распространены монеты номиналом в 3 и 20 копеек, аверсы и реверсы которых перепутаны из-за схожего диаметра монет: аверс монеты отчеканен штемпелем от 20 копеек, а реверс от монеты 3 копейки и наоборот. Также известны перепутки монет номиналом 2 и 10 копеек, хотя их диаметры различаются уже значительно. Такие монеты в силу своей редкости представляют большой интерес для коллекционеров и имеют высокую коллекционную стоимость. Также известны юбилейные монеты СССР и РФ, отчеканенные с ошибочной датой, которые, по сути, являются мулами, поскольку очевидно, что был перепутан аверс монет, на котором указывается дата: такие монеты чрезвычайно редки.
В США в июле 2000 года официально признана ошибка монетного двора, в результате которой была отчеканена монета с аверсом монеты «Штат Вашингтон» из памятной серии двадцатипятицентовиков пятидесяти штатов, и реверсом от «доллара Сакагавеи». Ошибка произошла при замене треснувшего штемпеля аверса доллара Сакагавеи. Большинство этих монет было выявлено на монетном дворе и не попало в обращение, но один из немногих экземпляров, оказавшийся за пределами монетного двора, был продан на аукционе eBay за 41 295 долларов США.
Поскольку большинство мулов является объектом коллекционирования и имеет высокую стоимость, довольно распространены случаи их подделки с целью получения выгоды. Одним из способов таких подделок является стачивание одной из сторон двух разных монет и последующая их склейка, вследствие чего появляется «фантастическая» монета, которая выдаётся за мул. Отличительным признаком такой подделки является шов на гурте монеты, хотя в последнее время мошенники стали применять новый способ, высверливая одну из сторон монеты и вставляя в полученное отверстие подходящую обточенную заготовку от другой монеты. Такую подделку отличить намного сложнее: малозаметный шов находится у буртика монеты. Также, начиная с 1990-х годов, в Китае мошенниками стали изготавливаться копии и подделки для коллекционеров различных монет, пользующихся спросом на нумизматическом рынке; такие подделки изготавливаются различными способами и имеют различное качество исполнения от низкого, легкоотличимого от настоящих монет, до весьма высококачественных подделок, отличить которые могут лишь опытные коллекционеры. Среди таких китайских подделок широко встречаются и фантастические мулы, которые в реальности никогда не были выпущены монетными дворами.